# 崔晴晴
崔晴晴（1993年11月1日—），又名崔安娜，生于美国加州洛杉矶，就读于圣玛利诺学区杭廷顿中学，参加美国南加州小姐比赛荣获8个单项大奖，一举走红。

## 生平
崔晴晴从小痴迷于动画片，达到了废寝忘食的地步，不过她的母亲对她要求严格，对她的功课非常重视，经过一次学习的募捐活动后，她从母亲的传统教育方式下解放，走向西方先进教育方式，开始重视孩子的自我意识和独立自主能力，并且带着她游走于欧洲、北美、中国大陆北京，她母亲说这是“读万卷书行万里路”，以让她获得更加宽广的知识面。

## 奖项
2006年，崔晴晴荣获“南加州小姐”（Miss Southern California），落砂机市长大卫·加迪瑞斯（David Gutierrez）亲自为其颁奖。
2008年，崔晴晴荣获“全美妙龄小姐”才艺冠亚军双奖。